# SkyBridge Capital
SkyBridge Capital è  una società di investimento globale ed hedge fund con sede a New York. È gestito dal fondatore Anthony Scaramucci, Brett S. Messing e Raymond Nolte. 
SkyBridge produce la SkyBridge Alternatives Conference, o Conferenza "SALT", una convention di presentazione della capitale.  Oltre al suo evento annuale di punta a Las Vegas, SALT ha ospitato conferenze a Singapore, Tokyo e Abu Dhabi. Ha uffici situati a New York, Londra, Seul e in Florida.
A marzo 2023 il patrimonio di Skybridge era sceso a circa 2 miliardi di dollari da un picco di 9 miliardi di dollari nel 2015. Gli investitori hanno perso circa il 30% del loro valore dall'inizio del 2020 fino a marzo 2023, il 39% nel calendario 2022. Il fondo aveva ridotto la capacità degli investitori a ritirare fondi e ridurre il personale.

## Storia
SkyBridge Capital è stata fondata nel 2005 da Anthony Scaramucci, co-fondatore di Oscar Capital Management.
Nel giugno 2010, SkyBridge ha acquisito Citigroup Alternative Investments Hedge Fund Management Group. Ray Nolte, che ha supervisionato l'operazione Citigroup, è entrato in SkyBridge come co-managing partner e chief investment officer. Anche Troy Gaveski, che a SkyBridge è stato co-chief investment officer dal 2019 al 2021, ha partecipato all'acquisizione che ha aumentato il patrimonio gestito da 450 milioni di dollari a 5,9 miliardi di dollari.
Nel marzo 2015, l'azienda ha aperto il suo terzo ufficio a Palm Beach Gardens, in Florida.  La società è stata anche lo sponsor principale del programma inaugurale di bike sharing di West Palm Beach, SkyBike, prima che il programma venisse chiuso nel dicembre 2019.
Il 17 gennaio 2017, SkyBridge ha annunciato di aver firmato un accordo di acquisto definitivo con RON Transatlantic e HNA Capital US; il fondatore Scaramucci si è dimesso dal suo ruolo di co-managing partner per assumere un incarico nell'amministrazione Trump.
Tuttavia, il 30 aprile 2018, HNA e SkyBridge hanno rilasciato una dichiarazione congiunta in cui le due parti avevano concordato di non portare avanti l'intesa, con Scaramucci che tornava come co-amministratore delegato della società. Il Comitato per gli investimenti esteri negli Stati Uniti doveva ancora approvare l'acquisizione di HNA. La dichiarazione afferma che il comitato ha offerto alle due parti "un percorso verso l'approvazione" se avessero apportato alcune modifiche, ma che nessuna delle due parti credeva che fosse nel suo interesse continuare.
Nel settembre 2022, il ramo venture capital di FTX ha acquistato una partecipazione del 30% in SkyBridge per 45 milioni di dollari, valutando SkyBridge a circa 150 milioni di dollari. SkyBridge ha utilizzato 40  milioni di dollari dai proventi per acquistare criptovalute con l'idea di rafforzare il proprio bilancio a lungo termine.  L'accordo ha inoltre fornito a FTX un'opzione di tre anni per acquisire l'85% del gruppo di fondi. Nel novembre 2022, in seguito alla crisi di insolvenza di FTX , Scaramucci ha dichiarato che stava cercando di riacquistare la partecipazione. Inoltre, ha aggiunto che SkyBridge ha subito una perdita sulla sua esposizione al token FTT di FTX.